# Tamburco (distrito)
O Distrito peruano de Tamburco é um dos nove distritos que formam a Província de Abancay, situada no Apurímac, pertencente a Região Apurímac, Peru.

## Transporte
O distrito de Tamburco é servido pela seguinte rodovia:
- PE-3S, que liga o distrito de La Oroya à Ponte Desaguadero (Fronteira Bolívia-Peru) - e a rodovia boliviana Ruta 1 - no distrito de Desaguadero (Região de Puno)[2][3][4]